# Music for Psychedelic Therapy
Music for Psychedelic Therapy (en español: Música para terapia psicodélica) es el sexto álbum de estudio del compositor-productor inglés Jon Hopkins. Fue publicado el 12 de noviembre de 2021 a través del sello independiente Domino, originalmente para formatos de CD y digital.
Dejando atrás el aspecto techno que fue predominante en sus dos álbumes previos, este material de naturaleza más ambient fue descrito por Hopkins como el complemento ideal para una experiencia alucinógena por Ketamina.

## Concepto
En el verano de 2017, Eileen Hall, hija de un explorador que se adentró en la Cueva de los Tayos, decidió contactar a distintas personas para un viaje en la zona, incluyendo a Jon Hopkins. Luego de publicar su quinto álbum Singularity, el primero en alcanzar el top 10 de las listas británicas, se unió al viaje dentro de la selva amazónica junto a su amigo y experto en neurociencia Mendel Kaelen, donde se dedicó a grabar sonidos e interpretar experiencias psicodélicas, formando un collage sonoro inicial de 20 minutos. La estadía por cuatro días fue crucial, a lo que Hopkins comentaba: “esas cuevas fueron la semilla para todo el proyecto musical; si alguien me va a invitar a hacer algo que nunca haría, en un lugar extraordinario, entonces, simplemente tenía que ir por ello”.

## Grabación
Una de las piezas angulares, «Sit Around the Fire», contiene voces de Ram Dass compartidas por el músico East Forest, con la idea de hacer música con algunas de sus charlas motivacionales. En octubre de 2020, tratando de hacer improvisación con un piano vertical, percibió a la canción como el final de un posible álbum, siendo conectado al material reproducido en Ecuador. La grabación definitiva fue despojada de una producción excesiva, usando solo voces, piano y sonidos de fuego, estos grabados por su colega 7Rays al poner audífonos cerca de árboles para ser grabados y ligeramente procesados.
Nuevas grabaciones de campo fueron realizadas en la zona rural de Devon, con Hopkins notando que a pesar de que el origen del álbum fueron en las cuevas de Ecuador, sus experiencias psicodélicas iniciales se arraigan en los bosques de Inglaterra. La canción adicional «Singing Bowl (Ascension)» fue producto de la etapa inicial por la cuarenta mundial por COVID-19, describiendo que el ambiente tan extraño y onírico se refleja en la música, usando una sola fuente acústica sin recurrir al uso tradicional de su teclado.
“Music For Psychedelic Therapy no es ambient, clásica o drone, pero tiene elementos de los tres. Para mí, es un lugar como también es un sonido. Funciona para la mente sobria, pero lo lleva a otra dimensión cuando lo pones en una ceremonia psicodélica”.
— Jon Hopkins.

## Recepción

### Crítica
Music for Psychedelic Therapy recibió reseñas “generalmente favorables”. En Metacritic, que asigna una calificación promedio ponderada de 100 a las reseñas de las principales publicaciones, este lanzamiento recibió una calificación promedio de 79 basado en 13 reseñas.

### Reconocimientos
| Publicación | Lista                  | Posición | Ref.   |
| ----------- | ---------------------- | -------- | ------ |
| Magnetic    | 25 Best Albums of 2021 | 17       | [ 13 ] |
| MusicOMH    | Top 50 Albums of 2021  | 28       | [ 14 ] |
| PopMatters  | 75 Best Albums of 2021 | 67       | [ 15 ] |

## Lista de canciones
| N.º   | Título                                             | Duración |  |
| 1.    | «Welcome» (con 7Rays)                              | 6:22     |  |
| 2.    | «Tayos Caves, Ecuador i»                           | 6:15     |  |
| 3.    | «Tayos Caves, Ecuador ii»                          | 5:07     |  |
| 4.    | «Tayos Caves, Ecuador iii»                         | 7:39     |  |
| 5.    | «Love Flows Over Us in Prismatic Waves»            | 6:52     |  |
| 6.    | «Deep in the Glowing Heart»                        | 8:51     |  |
| 7.    | «Ascending, Dawn Sky» (con 7Rays)                  | 9:22     |  |
| 8.    | «Arriving» (con 7Rays)                             | 4:35     |  |
| 9.    | «Sit Around the Fire» (con Ram Dass y East Forest) | 8:22     |  |
| 63:25 |                                                    |          |  |

| Edición japonesa (bonus track) |                                          |          |  |
| N.º                            | Título                                   | Duración |  |
| 10.                            | «1/2 Singing Bowl (Ascension) - Excerpt» | 4:30     |  |
| 67:55                          |                                          |          |  |

| Tayos Caves, Ecuador (Meditation Version) |                                             |          |  |
| N.º                                       | Título                                      | Duración |  |
| 1.                                        | «Tayos Caves, Ecuador (Meditation Version)» | 18:38    |  |
| 2.                                        | «Ascending, Dawn Sky (Meditation Version)»  | 7:10     |  |
| 25:48                                     |                                             |          |  |

## Créditos y personal
Adaptados desde AllMusic.
- Jon Hopkins – Artista principal, composición, ingeniería, mezcla, producción.
- Guy Davie – Masterización.
- Mendel Kaelen – Grabación de campo.
- Mark Sutherland – Ingeniería.
- Cherif Hashizume – Ingeniería, mezcla.
- Emma Smith – Arreglo de cuerdas.
- Eileen Hall – Arte.
- Matthew Cooper – Diseño.
- 7Rays – Artista invitado (1, 7, 8).
- East Forest – Artista invitado (9).
- Ram Dass – Artista invitado (9).

## Posicionamiento en listas
| Listas (2021)                    | Mejor posición |
| -------------------------------- | -------------- |
| Bélgica (Ultratop Flandes)       | 145            |
| Escocia (Scottish Albums)        | 59             |
| Estados Unidos (New Age Albums)  | 9              |
| Reino Unido (Independent Albums) | 15             |

| Listas (2022)                    | Mejor posición |
| -------------------------------- | -------------- |
| Alemania (Offizielle Top 100)    | 72             |
| Escocia (Scottish Albums)        | 16             |
| Estados Unidos (Current Albums)  | 88             |
| Reino Unido (Independent Albums) | 8              |